# Bruno Bla
Bruno Bla est un entraîneur de football ivoirien.

## Biographie

### Jeunesse
Né en Côte d'Ivoire en 1964, Bruno Bla est marié à une Congolaise et père d’une famille. Il a vécu en France où il a fait ses études d’entraîneur. Il a principalement été formé au centre de Lyon, avec comme encadreur, Aimé Jacquet, champion du monde avec la France en 1998.

### Entraîneur
Sa carrière en tant qu’entraîneur sur le sol congolais commence par des clubs « de second rang » des ententes urbaines de football à Kinshasa. C’est en 1993 qu’il a commencé par entraîner des clubs de l’Entente provinciale de football de Kinshasa (EPFKIN). Il débute avec CS Style du Congo, club qu’il a entraîné pendant une année.
En 1995, il s’engage avec l'AS Vita Club jusqu’en 1996. Il aura le privilège de recruter la génération qui a fait la pluie et le beau temps des « Moscovites », dont Skito Litimba, Lebeau Bakasu, Lisasi, Wadol, Luende et autres. Quand Pele Mongo devient le président de coordination de V club, il se sépare de Bruno Bla et recrute le Brésilien Celio Barros. Bruno Bla se tourne alors vers les Monstres de l’AS Dragons avec qui il remportera la Coupe du Congo en 1997, au terme d’un match héroïque (3-2) contre l’AC Sodigraf.
Entre 1998 et 2005, il entraîne MK Étanchéité en 2e division, dans les ententes urbaines. Puis, il remonte avec Canon Buromeca avec qui il sera champion de l’EPFKIN en 2008. Il entraîne ce club jusqu’en 2012. Il revient encore avec le FC MK pour remporter les titres de champion du Congo en 2013 et 2014. Bruno Bla a joué deux fois la coupe de la Confédération avec les protégés de Max Mokey. Il est écarté de la course en 8e de finale face aux Nigérians de Warri Wolves.
Le 27 mai 2015, il est annoncé officiellement comme entraîneur adjoint du DC Motema Pembe, le principal, Mwinyi Zahira, est très souvent sollicité en équipe nationale ce qui fait qu’il a beaucoup de responsabilités dans cette équipe,. L’entraîneur Bruno Bla s’est engagé avec Sharks XI FC pour une saison. La signature du contrat était le mardi 22 décembre 2015 au siège du club à Kinshasa. Bruno Bla aura pour adjoint Alou Kuzulu. Dans son staff, il a aussi fait appel à l’ancien joueur du DCMP, Gladys Bokese qui sera l’entraîneur des défenseurs. En s’engageant avec les Requins Bleus de la capitale congolaise, Bruno Bla s’est fixé comme objectif primordial de qualifier l’équipe à la phase des play-offs du championnat national de football et à la coupe de confédération.
Le mercredi 30 août 2017 à Kinshasa, il signe son contrat chez les cheminots de Lupopo où il a pour mission principale de qualifier le club au play-off de la Linafoot et de remporter la 23 édition de la Ligue Nationale de Football,,,. Dans l’OC Muungano, Bruno Bla vient en remplacement de l’entraîneur Mahomet Lunanga en 2018 avec pour objectif de maintenir le club en Ligue 1.
En 2020, il signe ches les corbeaux de Bukavu pour un bail d’un an il aura comme mission principale de faire monter Buda, en ligue 2 d'autant plus que l'équipe a été relégable l'année précédente ,,,. Bla signe pour un an en 2021, à l’US Tshinkunku de Kananga. Il est viré au bout de 3 mois pour insuffisance de résultat, il dispute 7 matchs n’en gagne aucun, fait 3 nuls et perd 4 matchs ,,,,,,,. En 2022, il fait son retour au sein du FC MK en tant qu’entraîneur principal.